# يوسف سويد (ممثل)
يوسف سويد (بالعبرية: יוסף סוויד‏) (مواليد 22 يونيو 1976 في حيفا)، هو ممثل وراقص من عرب إسرائيل، درس في جامعة تل أبيب.

## الأعمال
- ذا بوبل
- آغورا
- أرض الوطن
- صراع العروش
- شارع السمسم
- سيدة من عالم الموت

## وصلات خارجية
- يوسف سويد (ممثل) على موقع IMDb (الإنجليزية)
- يوسف سويد (ممثل) على موقع ألو سيني (الفرنسية)
- يوسف سويد (ممثل) على موقع أول موفي (الإنجليزية)
- يوسف سويد (ممثل) على موقع قاعدة بيانات الأفلام السويدية (السويدية)
- يوسف سويد (ممثل) على موقع قاعدة بيانات الفيلم (الإنجليزية)
- يوسف سويد (ممثل) على موقع كينوبويسك (الروسية)